# スポンジ

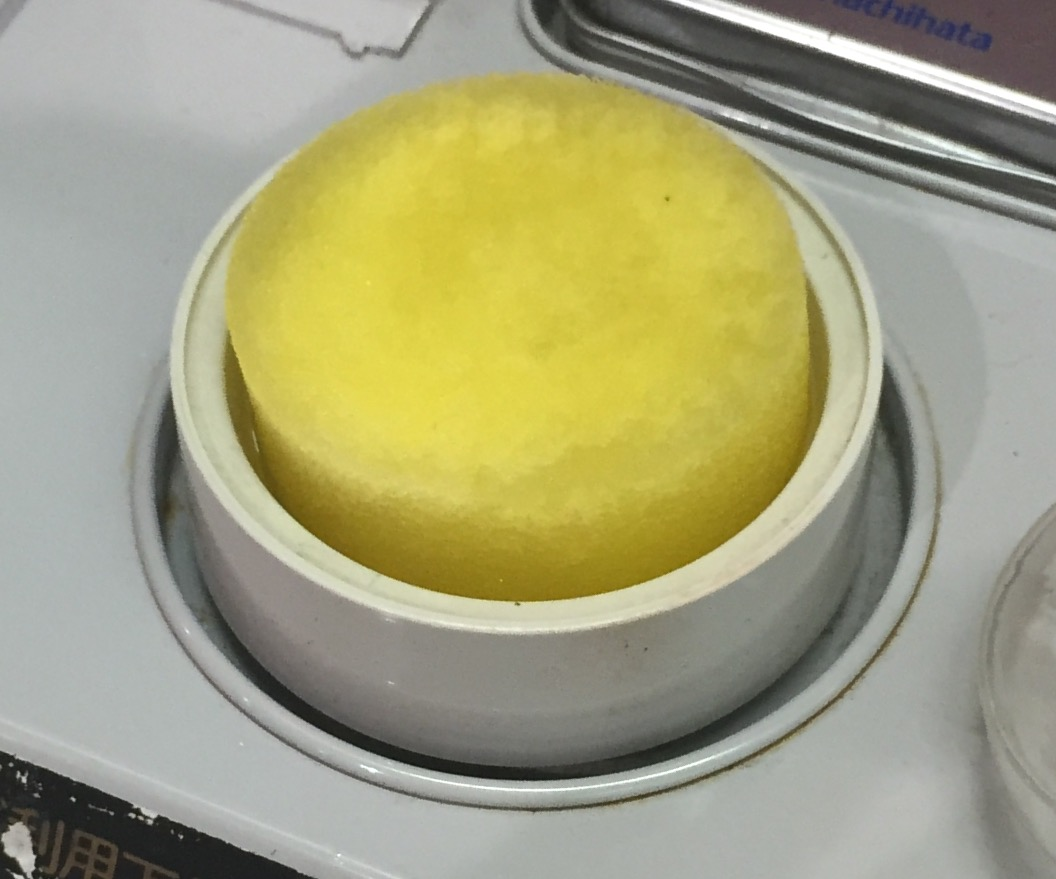
事務用のスポンジ。湿らせた状態で、ふたのあるケースに入っている。

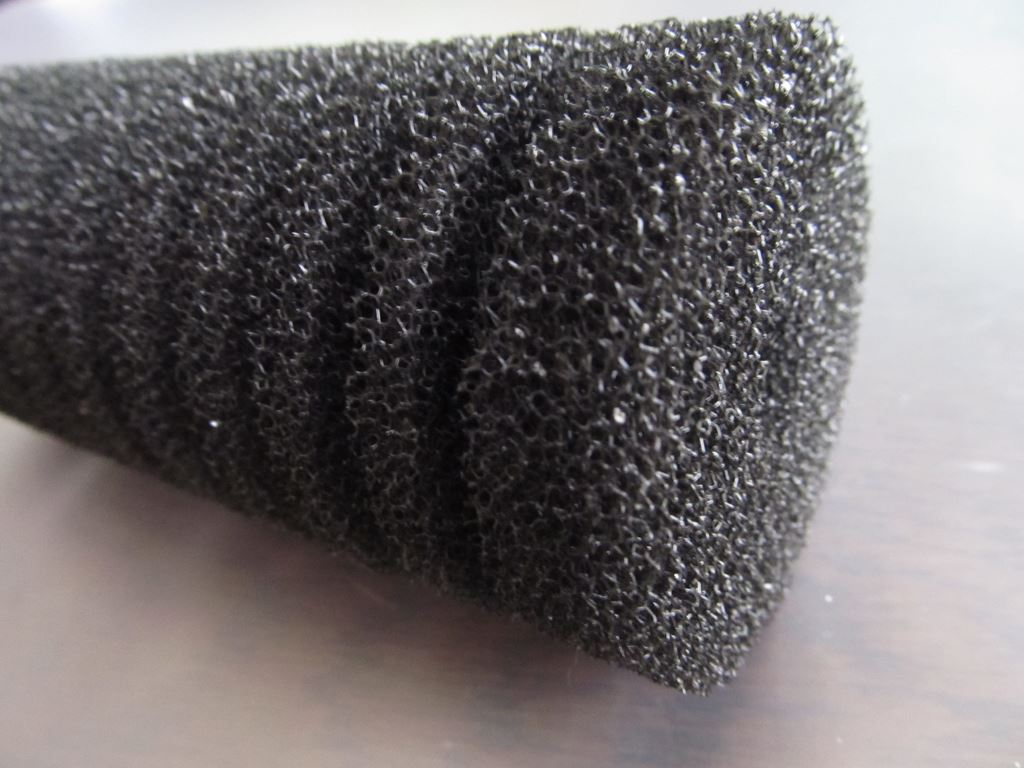
濾過に使用するスポンジ

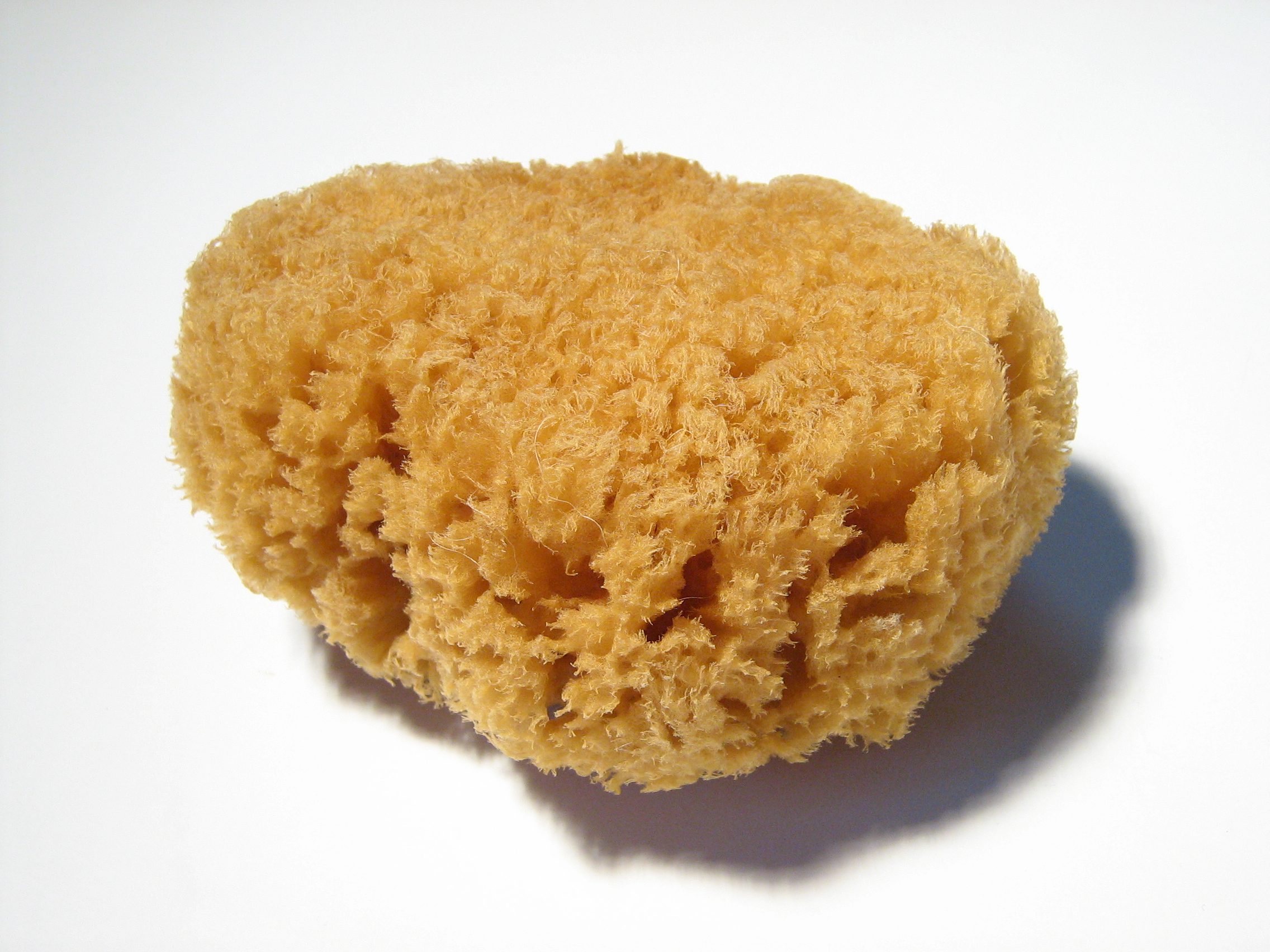
天然スポンジ

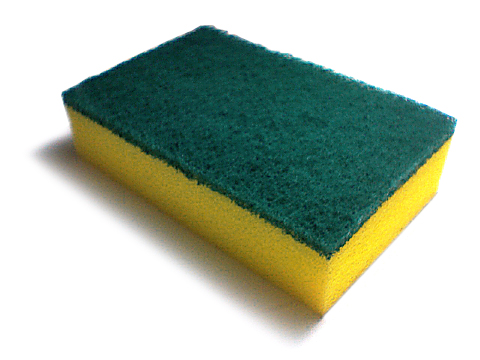
ウレタンスポンジ

スポンジ（英: sponge、ギリシャ語のΣπόγγος「スポンゴス」に由来）は、本来は水生生物の海綿動物、特に加工して入浴用などに用いられるモクヨクカイメンおよびその加工品のことである。天然の海綿加工品を模して合成樹脂などで作られた人造のスポンジがある。

## 概要

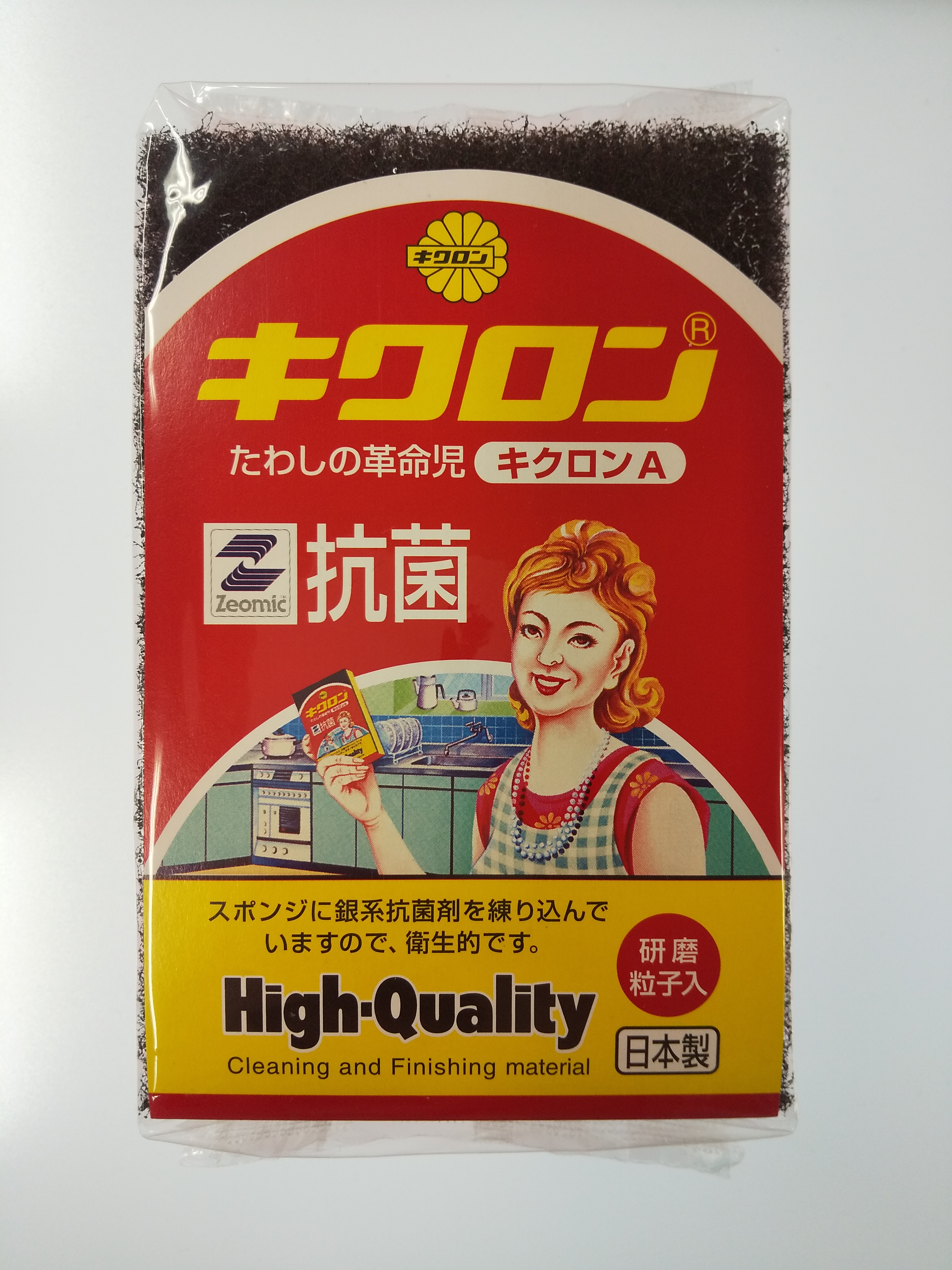
スポンジたわし「キクロンA」

スポンジは内部に細かな孔が無数に空いた多孔質の柔らかい物質である。液体にひたすと孔内の空気と置換される形で液体を吸い取り、また外部からの力で容易に放出する特性を有する。こうした性質を利用して化粧用、浴用、医療用に、洗剤などを染みこませて洗浄などの用途に使用される。また、水を長時間含有できる性質から、紙めくりの作業などにも用いられる。アクアリウムのフィルターとして、水をスポンジに通してゴミを濾し取る事が出来、また多孔質である事から内部に濾過バクテリアを繁殖させて利用する事も出来る。吸音、クッションなどとしても利用される。先述のように、こうした製品は、もともと生物のカイメン（海綿）を加工して製造していた。現在はほとんどの製品がポリウレタン等の合成樹脂を発泡成形して作られる。製品としては、前者を「天然スポンジ」、後者を「合成スポンジ」と呼び分ける。現在の日本では合成スポンジの流通量が天然スポンジを上回っているため、一般的に日本語で「スポンジ」とは合成スポンジを指して用いる。

## 素材

### 天然スポンジ
モクヨクカイメンを含む海綿動物門普通海綿綱に属する6種のカイメン類は海綿質繊維（柔らかいスポンジ状の繊維質）のみで体が作られており、かたい骨片をもたないため、スポンジとして化粧用や沐浴用に用いられる。地中海産、紅海産の海綿が柔らかく、品質が高いとされる。海底で捕獲した海綿の組織を腐敗させ、残った骨格を洗い流したものが、天然スポンジとして販売されている。海綿動物には内部に硬いガラス質の粒を含んでいる種もおり、そのような種の海綿は人間の皮膚を傷つけてしまう。カイメン類の全てが天然スポンジに適しているわけではない。

### メラミンスポンジ（研磨スポンジ）
メラミン樹脂を原料としたスポンジ。少量の水を含ませて擦ると、消しゴムのように表面を摩耗しながら汚れを落とすことができる。このため使うたびに小さくなっていく。茶渋、水垢等に有効。

### ゴムスポンジ
ゴムを原料としたスポンジも存在する。ゴムに発泡剤、軟化剤などを練り込み加硫して作られる。ゴムの素材や発泡剤などの配合の組み合わせで、硬さの調整幅が大きく変化させることが可能で、緩衝材やパッキン、防音材、断熱材など幅広い工業製品に利用されている。

### スポンジたわし
1960年、キクロンがスポンジにナイロン製研磨シートを張り付けたスポンジたわし「キクロンA」を発売。当初はシュロ製のたわしの数倍という価格で販売は振るわなかったが、洗剤を泡立ちさせることができる上、たわし的な使い方もできることが企業努力により広まり瞬く間に普及した。

## 事務用スポンジ
スポンジの中には事務用品として、紙めくりの作業などに用いるために乾いた指先を濡らす、切手の裏面を湿して糊をつける、といった用途のために加工されたものもあり「事務用スポンジ」あるいは「事務用海綿」と呼ばれる。
またこれは上記の他、スーパーマーケット・コンビニエンスストアで商品を詰めるビニール袋の口を開く際にも使われる。レジカウンターに置かれるほか、客の利便のためスーパーマーケットのサッカー台に置かれていることもある。
なお、紙めくり用のスポンジ（またはそれ以外の保水手段）を保管するケースをモルトケースという。